# Jurij Vasziljevics Bujda
Jurij Vasziljevics Bujda (Юрий Васильевич Буйда) (Szovjetunió, Kalinyingrádi terület, Znamenszk, 1954. augusztus 29. –) orosz író, publicista. Szatirikus hangvételű, groteszk stílusban ír.
Jurij Bujda a kalinyingrádi körzethez tartozó Znamenszkben született 1954-ben. 1992 óta Moszkva közelében él, írói tevékenysége mellett újságírással foglalkozik.

## Művei

### Orosz nyelven
- Желтый Дом (2001)
- Ученичество у смерти (1999. október)

### Magyarul megjelent
- A porosz menyasszony (novellák); ford. Goretity József; Kalligram, Pozsony, 2006, 382 oldal, ISBN 8071497703

## Külső hivatkozások
- Életrajza oroszul
- A Porosz menyasszony kritikája a Magyar Narancsban Archiválva 2007. június 10-i dátummal a Wayback Machine-ben
- A Porosz menyasszony kritikája az Élet és Irodalomban Archiválva 2007. október 29-i dátummal a Wayback Machine-ben
- Részlet a Porosz menyasszonyból (megjelent a Korunk folyóiratban)